# باشگاه فوتبال بوآویشتا
باشگاه فوتبال بوآویشتا (به پرتغالی: .Boavista F.C) که بیشتر با نام بوآویشتا (تلفظ پرتغالی:[boɐˈviʃtɐ]) شناخته می‌شود یک باشگاه ورزشی در شهر پورتو کشور پرتغال و یکی از قدیمی‌ترین باشگاه‌های این کشور است که در لیگ برتر فوتبال پرتغال بازی می‌کند.
این باشگاه در تاریخ ۱ اوت ۱۹۰۳ (میلادی)، توسط کارآفرینان انگلیسی و کارگران نساجی پرتغالی تأسیس شد
باشگاه ورزشی بوآویشتا در رشته‌های فوتبال، شطرنج، ژیمناستیک، دوچرخه سواری، فوتسال، والیبال، هاکی و بوکس نیز فعالیت می‌کند که مطرح‌ترین رشته ورزشی فعال در آن فوتبال محسوب می‌شود و پیراهن‌های چهارخانه سفید و سیاه این تیم مشهور است.
با برنده شدن ۹ جام شامل یک قهرمانی لیگ، ۵ جام حذفی و ۳ سوپرجام، بوآویشتا موفق‌ترین تیم پرتغال بعد از سه تیم بزرگ فوتبال پرتغال (پورتو، بنفیکا و اسپورتینگ) محسوب می‌شود.
بوآویشتا در مجموع ۵۰ فصل در لیگ برتر فوتبال پرتغال حضور داشته که ۳۹ فصل آن پشت سر هم بوده‌است و به همراه باشگاه فوتبال بلننسس تنها تیم‌های خارج از سه تیم بزرگ هستند که موفق به قهرمانی لیگ شده‌است (فصل ۲۰۰۱–۲۰۰۰).
رقیب سنتی بوآویشتا، باشگاه پورتو محسوب می‌شود که هر دو در یک شهر حضور دارند و بازی این دو تیم، شهرآورد پورتو به‌شمار می‌رود.
ورزشگاه بسا ورشگاه خانگی این تیم است که در سال ۱۹۷۳ ساخته شده و برای مسابقات جام ملتهای اروپای ۲۰۰۴ نیز بازسازی شده‌است.
بوآویشتا در مجموع در ۲۰ فصل در مسابقات قاره ای (لیگ قهرمانان اروپا، جام برندگان جام اروپا و لیگ اروپا) حضور داشته که آخرین حضورش مربوط به فصل ۲۰۰۳–۲۰۰۲ بوده‌است که بهترین نتیجه اروپایی این تیم هم در آن سال رقم خورده که موفق به رسیدن به نیمه نهایی مسابقات لیگ اروپا شده‌است.

## افتخارات
- لیگ برتر پرتغال:
  - قهرمان (۱): ۲۰۰۱–۲۰۰۰
- جام حذفی فوتبال پرتغال:
  - قهرمان (۵): ۱۹۷۵–۱۹۷۴، ۱۹۷۶–۱۹۷۵، ۱۹۷۹–۱۹۷۸، ۱۹۹۲–۱۹۹۱، ۱۹۹۷–۱۹۹۶
  - نایب قهرمان (۱): ۱۹۹۳–۱۹۹۲
- سوپر جام فوتبال پرتغال:
  - قهرمان (۳): ۱۹۷۹، ۱۹۹۲، ۱۹۹۷
  - نایب قهرمان (۱): ۲۰۰۱
- لیگ دوی فوتبال پرتغال:
  - قهرمان (۲): ۱۹۳۷–۱۹۳۶، ۱۹۵۰–۱۹۴۹
- لیگ داخلی شهر پورتو:
  - قهرمان (۱): ۱۹۱۴–۱۹۱۳

‌